# قارص أوبلاست
كانت قارص أوبلاستمقاطعة (أوكرانيا) إحدى مقاطعات النيابة الملكية على القوقاز التابعة للإمبراطورية الروسية بين 1878 و1917. وكانت عاصمتها مدينة قارص الواقعة في تركيا حاليا. تحدالمنطقة الدولة العثمانية من الغرب، ومنطقة باتومي (التي كانت في الفترة 1883-1903 جزءًا من محافظة كوتايسي) من الشمال، ومحافظة تيفليس من الشمال الشرقي، ومقاطعة يريفان من الشرق. شملتمنطقة قارص أجزاء من المحافظات المعاصرة لقارص وأردهان وأرضروم في تركيا، ومجتمع أماسيا في محافظة شيراك في أرمينيا.

## أنظر أيضا
- أرمينيا الروسية
- جمهورية أرمينيا الأولى
- جمهورية جورجيا الديمقراطية
- معاهدة سان ستيفانو
- معاهدة برلين (1878)